# StarBev
StarBev Group — международная корпорация, которая осуществляет контроль и управление рядом пивоваренных активов в Центральной и Восточной Европе и является одним из лидеров регионального рынка пива. Управляющая компания в структуре частного инвестиционного фонда CVC Capital Partners, владеющего указанными активами. Штаб-квартира расположена в Праге, Чешская Республика. Ведущим брендом компании является чешская пивная торговая марка Staropramen.

## История
Толчком к созданию корпорации StarBev стала продажа в декабре 2009 года мировым пивоваренным лидером Anheuser-Busch InBev ряда своих активов в странах Центральной и Восточной Европы инвестиционному фонду CVC Capital Partners. Для обеспечения эффективного управления этими активами в том же месяце фондом был создан StarBev.
Вновь созданная компания с момента основания стала одним из ведущих игроков на рынке пива центральноевропейского региона — в трех из семи стран, в которых представлена StarBev, компания является лидером национального пивного рынка, на остальных национальных рынках она занимает 2-3 позиции.

## Структура активов
Компания управляет пивоваренными производствами в 7 странах: Чешской Республике, Венгрии, Хорватии, Сербии, Черногории, Болгарии и Румынии. Кроме этого компания имеет сопутствующие активы в Словакии и Боснии и Герцеговине.
В портфель торговых марок компании входят 16 пивных собственных брендов, согласно договоренностям с Anheuser-Busch InBev компания также занимается дистрибуцией и производством по лицензии пива 7 торговых марок, принадлежащих этой международной корпорации, — Beck's, Stella Artois, Leffe, Hoegaarden, Belle Vue, Löwenbräu и Spaten.
Ведущей собственной торговой маркой StarBev является Staropramen, один из самых популярных чешских пивных брендов, пиво которого продается на рынках десятков стран мира, а также производится за лицензию за пределами Чешской Республики.
В целом предприятия, контролируемые StarBev, осуществляют производство следующих собственных торговых марок:
 Чехия:
- Staropramen
- Braník
- Velvet
- Vratislav
- Měšťan
- Ostravar

 Румыния:
- Bergenbier
- Noroc

 Венгрия:
- Borsodi

 Болгария:
- Каменица

 Хорватия:
- Ožujsko
- Tomislav

 Сербия:
- Jelen
- Apatinsko

 Черногория:
- Nikšićko